# عملية الموجة العارمة
عملية الموجة العارمة (بالإنجليزية: Operation Tidal Wave)‏ هجوم جوي بالقاذفات التابعة لقوات الجيش الأمريكي الجوية (بالإنجليزية: United States Army Air Forces)‏ المتمركزة في ليبيا ضد تسعة معامل تكرير للنفط في محيط بلويشت برومانيا في 1 أغسطس 1943 أثناء الحرب العالمية الثانية وهي واحدة من عمليات القصف الإستراتيجي خلال الحرب العالمية الثانية وجزء من حملة النفط التي هدفت لمنع الوقود عن دول المحور ولم تؤد العملية إلى تأثر الطاقة الإنتاجية الإجمالية لدول المحور فيما يختص بتصنيع الأسلحة والمعدات ومهمات الحرب المختلفة ومن ثم أعتبرت العملية فاشلة استراتيجيا.
من ناحيتها كانت عملية الموجة العارمة واحدة من أكثر العمليات كُلفة بالنسبة لقوات الجيش الأمريكي الجوية على المسرح الأوروبي للحرب العالمية الثانية بعدما تكبدت خسائر قدرت بفقدان 53 طائرة بي-24 علاوة على 220 فرد من أطقم الطيران كما كانت أسوأ الخسائر التي عانتها قوات طيران الجيش الأمريكي على الإطلاق خلال عملية واحدة بحيث سُمي يومها فيما بعد «بالأحد الأسود»، من جانبها منحت القيادة الأمريكية خمس ميداليات شرف والعديد من صلبان الخدمة المتميزة لمنفذي العملية.